# Barurambat Kota
Barurambat Kota is een bestuurslaag in het regentschap Pamekasan van de provincie Oost-Java, Indonesië. Barurambat Kota telt 6759 inwoners (volkstelling 2010).